# Herkules (serial telewizyjny 1995)
Herkules (ang. Hercules: The Legendary Journeys) – amerykańsko-nowozelandzki serial fantasy emitowany w latach 1995–1999. Serial bardzo luźno nawiązuje do postaci herosa Herkulesa (Heraklesa) z mitologii grecko-rzymskiej. W roli głównej wystąpił Kevin Sorbo. 
W latach 2003–2005 emitowany w TV4, a w wakacje 2012 roku I sezon i pierwsze 9 odcinków II sezonu wyemitowała TVP2. Od 2 stycznia 2014 do 7 lutego i od 24 do 28 lutego 2014 roku serial ponownie od 1 odcinka emitowany był w TVP2 od poniedziałku do piątku o 17.05. Wyemitowano 28 odcinków. Kolejne odcinki emitowane były od 2 lipca 2014 roku w TVP2.

## Postacie

### Główne
- Kevin Sorbo – Herkules
- Michael Hurst – Jolaos

### Drugoplanowe
- Anthony Quinn / Peter Vere-Jones / Roy Dotrice / Charles Keating – Zeus
- Jennifer Ludlum / Elizabeth Hawthorne / Liddy Holloway – Alkmena
- Jeffrey Thomas – Jazon
- Tawny Kitaen – Daianeira
- Kevin Tod Smith – Iphicles / Ares
- Alexandra Tydings – Afrodyta
- Meighan Desmond – Discord
- Robert Trebor – Salmoneus
- Bruce Campbell – Autolycus
- Sam Jenkins – Serena
- Tamara Gorski – Morrigan
- Gina Torres – Nebula

### Gościnne
- Lisa Chappell – Córka #1 / Lydia / Dirce / Melissa,
- Lucy Lawless – Xena / Lyla / Lysia
- Erik Thomson – Hades
- Hudson Leick – Callisto

## Opis fabuły
Herkules – syn boga Zeusa i śmiertelnej kobiety – obdarzony nadludzką siłą, przemierza świat walcząc ze złem. Niesie pomoc napotkanym po drodze ludziom. Stacza walki ze zbójcami, potworami oraz ze złymi bogami – szczególnie z nienawidzącą go Herą. W jego wędrówce towarzyszy mu wierny druh Jolaos...

## Dodatkowe informacje
W roku 1994, jeszcze przed emisją serialu, powstało kilka filmów telewizyjnych połączonych postacią Herkulesa graną przez Kevina Sorbo. Były to: Herkules i Amazonki, Herkules i zaginione królestwo, Herkules i ognisty krąg, Herkules w królestwie podziemi oraz Herkules w labiryncie Minotaura.
Serial cieszył się na tyle dużym powodzeniem, że w 1998 roku nakręcono prequel pod tytułem Młody Herkules, opowiadający o dzieciństwie Herkulesa i Jolaosa.
W serialu występuje epizodyczna postać wojowniczki Xeny, która początkowo stoi po stronie zła, ale pod wpływem Herkulesa zmienia swoje życie. Postać ta na tyle spodobała się widzom, że producenci postanowili nakręcić osobny serial z Xeną w roli głównej. Tak powstał spin-off Xena: Wojownicza księżniczka.

## Wersja polska
|              | Wersja 1           | Wersja 2                             | Wersja 3                             |
| ------------ | ------------------ | ------------------------------------ | ------------------------------------ |
| Emisja       | Polsat (1998 rok)  | AXN Sci-Fi Wersja polska: HBO Polska | TVP2 Wersja polska: Telewizja Polska |
| Tekst polski | Krzysztof Mościcki | Maciej Orkan-Łęcki                   | Marek Nowiński                       |
| Czytał       | Lucjan Szołajski   | Piotr Borowiec                       | Janusz Szydłowski                    |

## Lista odcinków

### Sezon 1
| Odcinek | Odcinek w serii | Premiera   | Tytuł                      | Polski tytuł           |
| ------- | --------------- | ---------- | -------------------------- | ---------------------- |
| 1       | 01              | 29.01.1995 | The Wrong Path             | Zła droga              |
| 2       | 02              | 05.02.1995 | Eye of the Beholder        | Jednooki               |
| 3       | 03              | 12.02.1995 | The Road to Calydon        | Droga do Kalidonu      |
| 4       | 04              | 19.02.1995 | The Festival of Dionysus   | Dionizyjskie misterium |
| 5       | 05              | 26.02.1995 | Ares                       | Ares                   |
| 6       | 06              | 05.03.1995 | As Darkness Falls          | Kiedy zapada zmrok     |
| 7       | 07              | 12.03.1995 | Pride Comes Before a Brawl | Pycha poprzedza bójkę  |
| 8       | 08              | 19.03.1995 | The March to Freedom       | Marsz do wolności      |
| 9       | 09              | 26.03.1995 | The Warrior Princess       | Wojownicza księżniczka |
| 10      | 10              | 02.04.1995 | Gladiator                  | Gladiator              |
| 11      | 11              | 07.05.1995 | The Vanishing Dead         | Znikające ciała        |
| 12      | 12              | 14.05.1995 | The Gauntlet               | Szpaler                |
| 13      | 13              | 21.05.1995 | Unchained Heart            | Obudzone serce         |

### Sezon 2
| Odcinek | Odcinek w serii | Premiera   | Tytuł                      | Polski tytuł                      |
| ------- | --------------- | ---------- | -------------------------- | --------------------------------- |
| 14      | 01              | 15.09.1995 | The King of Thieves        | Król złodzei                      |
| 15      | 02              | 22.09.1995 | All that Glitters          | Nie wszystko złoto, co się świeci |
| 16      | 03              | 29.09.1995 | What's in a Name?          | Moje dobre imię                   |
| 17      | 04              | 06.10.1995 | Siege at Naxos             | Oblężenie pod Naxos               |
| 18      | 05              | 13.10.1995 | Outcast                    | Wyrzutek                          |
| 19      | 06              | 20.10.1995 | Under the Broken Sky       | Pod pękniętym niebem              |
| 20      | 07              | 27.10.1995 | The Mother of All Monsters | Matka wszystkich potworów         |
| 21      | 08              | 10.11.1995 | The Other Side             | Po tamtej stronie                 |
| 22      | 09              | 17.11.1995 | The Fire Down Below        | Ogień z głębin                    |
| 23      | 10              | 24.11.1995 | Cast a Giant Shadow        | Cień olbrzyma                     |
| 24      | 11              | 01.12.1995 | Highway to Hades           | Droga do Hadesu                   |
| 25      | 12              | 19.01.1996 | The Sword of Veracity      | Miecz prawdomówności              |
| 26      | 13              | 26.01.1996 | The Enforcer               | Oprawca                           |
| 27      | 14              | 09.02.1996 | Once a Hero                | Kto raz był bohaterem             |
| 28      | 15              | 16.02.1996 | Heedless Hearts            | Serce nie sługa                   |
| 29      | 16              | 23.02.1996 | Let the Games Begin        | Niech się zaczną igrzyska         |
| 30      | 17              | 01.03.1996 | The Apple                  | Jabłko                            |
| 31      | 18              | 15.03.1996 | Promises                   | Obietnice                         |
| 32      | 19              | 30.03.1996 | King for a Day             | Jednodniowy król                  |
| 33      | 20              | 04.05.1996 | Protean Challenge          | Proteuszowe sprawki               |
| 34      | 21              | 12.05.1996 | The Wedding of Alcmene     | Ślub Alkmeny                      |
| 35      | 22              | 18.05.1996 | The Power                  | Moc                               |
| 36      | 23              | 25.05.1996 | Centaur Mentor Journey     | Ostatnia nauka Chejrona           |
| 37      | 24              | 06.06.1996 | The Cave of Echoes         | Jaskinia ech                      |

### Sezon 3
| Odcinek | Odcinek w serii | Premiera   | Tytuł                            | Polski tytuł                    |
| ------- | --------------- | ---------- | -------------------------------- | ------------------------------- |
| 38      | 01              | 12.10.1996 | Mercenary                        | Najemnik                        |
| 39      | 02              | 19.10.1996 | Doomsday                         | Dzień sądu                      |
| 40      | 03              | 26.10.1996 | Love Takes a Holiday             | Miłość bierze urlop             |
| 41      | 04              | 02.11.1996 | Mummy Dearest                    | Klątwa mumii                    |
| 42      | 05              | 09.11.1996 | Not Fade Away                    | Pamięć nie blednie              |
| 43      | 06              | 16.11.1996 | Monster Child in a Promised Land | Urocze, potworne maleństwo      |
| 44      | 07              | 23.11.1996 | The Green-Eyed Monster           | Zielonooki potwór               |
| 45      | 08              | 30.11.1996 | Prince Hercules                  | Książę Herkules                 |
| 46      | 09              | 21.12.1996 | A Star to Guide Them             | Gwiazda przewodnia              |
| 47      | 10              | 25.01.1997 | The Lady and the Dragon          | Dama i smok                     |
| 48      | 11              | 01.02.1997 | Long Live the King               | Niech żyje król                 |
| 49      | 12              | 08.02.1997 | Surprise                         | Niespodzianka                   |
| 50      | 13              | 15.02.1997 | Encounter                        | Spotkanie                       |
| 51      | 14              | 22.02.1997 | When a Man Loves a Woman         | Gdy mężczyzna spotka kobietę... |
| 52      | 15              | 02.03.1997 | Judgment Day                     | Dzień sądu                      |
| 53      | 16              | 08.03.1997 | The Lost City                    | Zaginione miasto                |
| 54      | 17              | 19.04.1997 | Les Contemptibles                | Nikczemnicy                     |
| 55      | 18              | 26.04.1997 | Reign of Terror                  | Rządy strachu                   |
| 56      | 19              | 03.05.1997 | The End of the Beginning         | Koniec początku                 |
| 57      | 20              | 10.05.1997 | War Bride                        | Panna młoda                     |
| 58      | 21              | 17.05.1997 | A Rock and a Hard Place          | Przygnieciony                   |
| 59      | 22              | 24.05.1997 | Atlantis                         | Atlantyda                       |

### Sezon 4
| Odcinek | Odcinek w serii | Premiera   | Tytuł                             | Polski tytuł                     |
| ------- | --------------- | ---------- | --------------------------------- | -------------------------------- |
| 60      | 01              | 11.10.1997 | Beanstalks and Bad Eggs           | Fasola i jajka                   |
| 61      | 02              | 18.10.1997 | Hero's Heart                      | Serce bohatera                   |
| 62      | 03              | 25.10.1997 | Regrets... I've Had a Few         | Żale                             |
| 63      | 04              | 01.11.1997 | Web of Desire                     | Sieć pożądania                   |
| 64      | 05              | 08.11.1997 | Stranger in a Strange World       | Obcy w obcym świecie             |
| 65      | 06              | 15.11.1997 | Two Men and a Baby                | Dwóch mężczyzn i dziecko         |
| 66      | 07              | 22.11.1997 | Prodigal Sister                   | Siostra marnotrawna              |
| 67      | 08              | 29.11.1997 | ...And Fancy Free                 | Konkurs tańca                    |
| 68      | 09              | 24.01.1998 | If I Had A Hammer                 | Człowiek z metalu                |
| 69      | 10              | 31.01.1998 | Hercules on Trial                 | Proces Herkulesa                 |
| 70      | 11              | 07.02.1998 | Medea Culpa                       | Medea Culpa                      |
| 71      | 12              | 14.02.1998 | Men in Pink                       | Faceci w różu                    |
| 72      | 13              | 21.02.1998 | Armageddon Now                    | Armageddon część 1               |
| 73      | 14              | 28.02.1998 | Armageddon Now - Part 2           | Armageddon część 2               |
| 74      | 15              | 07.03.1998 | Yes Virginia, There is a Hercules | Tak, Wirginio, Herkules istnieje |
| 75      | 16              | 28.03.1998 | Porkules                          | Świństwo                         |
| 76      | 17              | 04.04.1998 | One Fowl Day                      | Kiepski dzień                    |
| 77      | 18              | 25.04.1998 | My Fair Cupcake                   | Ciasteczko                       |
| 78      | 19              |            | War Wounds                        | Rany wojenne                     |
| 79      | 20              | 09.05.1998 | Twilight                          | Zmierzch                         |
| 80      | 21              | 16.05.1998 | Top God                           | Pierwszy z bogów                 |
| 81      | 22              | 23.05.1998 | Reunions                          | Rodzinne spotkania               |

### Sezon 5
| Odcinek | Odcinek w serii | Premiera   | Tytuł                                | Polski tytuł               |
| ------- | --------------- | ---------- | ------------------------------------ | -------------------------- |
| 82      | 01              | 03.10.1998 | Faith                                | Wiara                      |
| 83      | 02              | 10.10.1998 | Descent                              | Zejście pod ziemię         |
| 84      | 03              | 17.10.1998 | Resurrection                         | Odrodzenie                 |
| 85      | 04              | 24.10.1998 | Genies and Grecians and Geeks, Oh My | Dżinny, Grecy i szaleństwo |
| 86      | 05              | 31.10.1998 | Render Unto Caesar                   | To, co cesarskie           |
| 87      | 06              | 07.11.1998 | Norse by Norsevest                   | Na dalekiej północy        |
| 88      | 07              | 14.11.1998 | Somewhere Over the Rainbow Bridge    | Gdzieś za tęczowym mostem  |
| 89      | 08              | 21.11.1998 | Darkness Rising                      | Gęstniejący mrok           |
| 90      | 09              | 09.01.1999 | For Those of You Just Joining Us     | Wyjazd firmowy             |
| 91      | 10              | 16.01.1999 | Let There Be Light                   | Niech stanie się światłość |
| 92      | 11              | 23.01.1999 | Redemption                           | Wyzwolenie                 |
| 93      | 12              | 30.01.1999 | Sky High                             | Wulkan                     |
| 94      | 13              | 06.02.1999 | Stranger and Stranger                | Powrót do obcego świata    |
| 95      | 14              | 13.02.1999 | ust Passing Through                  | Skradziony rubin           |
| 96      | 15              | 20.02.1999 | Greece Is Burning                    | Pokaz mody                 |
| 97      | 16              | 27.02.1999 | We'll Always Have Cyprus             | Pozostanie nam Cypr        |
| 98      | 17              | 27.03.1999 | The Academy                          | Akademia                   |
| 99      | 18              | 24.04.1999 | Love on the Rocks                    | Miłość na skałach          |
| 100     | 19              | 01.05.1999 | Once Upon a Future King              | Król z przyszłości         |
| 101     | 20              | 08.05.1999 | Fade Out                             | Znikanie                   |
| 102     | 21              | 15.05.1999 | My Best Girl's Wedding               | Ślub mojej miłej           |
| 103     | 22              | 22.05.1999 | Revelations                          | Apokalipsa                 |

### Sezon 6
| Odcinek | Odcinek w serii | Premiera   | Tytuł                      | Polski tytuł                    |
| ------- | --------------- | ---------- | -------------------------- | ------------------------------- |
| 104     | 01              | 02.10.1999 | Be Deviled                 | Demon                           |
| 105     | 02              | 09.10.1999 | Love Amazon Style          | Miłość po amazońsku             |
| 106     | 03              | 16.10.1999 | Rebel With a Cause         | Buntowniczka                    |
| 107     | 04              | 30.10.1999 | Darkness Visible           | Mroczne plany                   |
| 108     | 05              | 06.11.1999 | Hercules, Tramps & Thieves | Herkules, włóczędzy i złodzieje |
| 109     | 06              | 13.11.1999 | City of the Dead           | Miasto umarłych                 |
| 110     | 07              | 20.11.1999 | A Wicked Good Time         | Wiedźmy                         |
| 111     | 08              | 27.11.1999 | Full Circle                | Pełne koło                      |